# Dramaturgia feminină românească după 1989
Dramaturgia feminină românească după 1989 și la începutul secolului XXI este o zonă puțin explorată și recunoscută de criticii literari și publicul larg, în condițiile în care toate marile realizări din teatrul românesc s-au datorat în secolul al XIX-lea bărbaților, iar secolul al XX-lea a rămas, pe mai departe, dominat (cu o singură excepție, Ecaterina Oproiu) de figura autorului și nu a autoarei de teatru.
După căderea comunismului, atât viața, cât și scena teatrală din România au suferit transformări profunde, manifestate prin deschiderea către noi forme de expresie și teme contemporane. S-au afirmat un nou val de scriitoare care au abordat subiecte variate și au experimentat cu forme dramatice inovative, reflectând diversitatea și modernizarea noii societăți românești. Fiecare dintre aceste dramaturge a adus o voce unică. Opera lor este recunoscută deseori pe plan internațional, ocazional de premiile UNITER și scenele românești, dar e în mare măsură absentă de la Premiile Uniunii Scriitorilor de Dramaturgie din ultimii 35 de ani, singurul premiu feminin fiind acordat lui Olga Delia Mateescu în  2002.
Conceptul de literatură feminină în teatru este un subiect de dezbatere intensă în critica românească. Susținătorii studiilor de gen argumentează că genul influențează stilul și practicile textuale ale dramaturgilor, oferind perspective unice asupra modului în care textele sunt produse și consumate cultural.
În contrast, criticul Eugen Negrici contestă vehement acest concept, considerându-l facil și perturbator pentru critica literară. El susține că nu există suficiente argumente pentru a asocia un anumit sex cu literatura dramatică. O poziție echilibrată este adoptată de mulți critici din perioada interbelică și contemporani, de la Vianu la Călinescu, care  recunosc influența genului în operele dramatice, observând inovații stilistice și tematici specifice, în timp ce alții subliniază atributele masculine sau feminine ale stilului dramaturgilor, în funcție de precizia și obiectivitatea observațiilor psihologice sau de reflecțiile asupra condiției sociale a femeii.
Lista de mai jos oferă un glosar al dramaturgelor române (în ordine alfabetică a numelor) afirmate după 1989 și mai ales în secolul XXI, incluzând toate generațiile, precum și câteva talente emergente. Deși nu este exhaustivă, lista are scopul de a oferi o privire de ansamblu.
Lista autoarelor dramatice române remarcate după 1989 și în secolul  XXI

## A
- Monica Andronescu este dramaturgă și critic de teatru, implicată în proiecte de teatru contemporan, cunoscută pentru piesele „Dincolo de oglindă” și „Trecutul nu mai e ce-a fost”.

- Alexandra Ares este romancieră, dramaturg și critic de teatru cu dublă cetățenie, română și americană. Scrie în română și engleză. A primt premiul Premiul Ion Luca Caragiale acordat de Academia Română pentru drama filosofică "Undeva, Cândva sau Youthtopia", 2024.[1][2]  Printre piesele sale se numără „Frumoasa adormită și trezită”, finalistă la Premiul UNITER pentru Teatru Radiofonic în 2019 și publicată în SUA și Turcia la Editura Mitos Boyut (2013); comedia distopică „O bunică de milioane” care a avut prermiera la Teatrul Dramaturgilor din București (decembrie 2022), „Weekend la mare”, „Youthtopia", „Hotel Cosmos" și „Bank of Imagination” care au avut spectacole lectură la New York, compania Tiger's Heart Playerrs (2022, 2023).  Cartea sa, „Alexandra Ares: Teatru”, publicată la Editura Academiei Române în 2022 (6 piese), a fost finalistă la Premiile Uniunii Scriitorilor din România în 2023[11]. Carta sa "Sam Shepard: Rebelul Rigorii mortale" publicată la Editura Tracus Arte a fost laureată cu premiul Cartea Anului "Dumitru Solomon" al Filialei de Dramaturgie București (2018)  Are un doctorat în Teatrul American Contemporan obținut la UNATC (2008). Este membră a Comitetului de conducere al secției de Dramaturgie a Uniunii Scriitorilor din București și membră a PEN New York.

## B
- Alexandra Badea este dramaturg, romancieră și regizoare de teatru și film stabilită la Paris.[12]Scrie în română și franceză. Opera ei este publicată și jucată atât în România, cât și în Europa. În 2023, a primit Premiul Academiei Franceze pentru întreaga activitate.[13] Primele sale piese, „Mode d’emploi”, „Contrôle d’identité” și „Burnout” sunt publicate în 2009 la editura L'Arche. Au urrmat „Pulvérisé” și tripticul „Je te regarde”, „Europe connexion”, „Extrêmophile”. Alte volume de teatru: „A la trace”, „Celle qui regarde le monde”, dar și trilogia „Points de non-retour”. Pentru „Pulvérisés” i s-a acordat Marele Premiu de literatură dramatică pentru anul 2013. Este un premiu sub egida Centrului Național de Teatru din Franța. În 2018 scrie prima sa piesă de teatru în limba română, „Perfect compus”, pe care o pune în scenă cu actorii Teatrului Național „Radu Stanca” din Sibiu.  În 2021 revine la Sibiu pentru a monta piesa „De cealaltă parte a lumii”, în cadrul unui proiect european. Piesa „Exil,” scrisă în română, a fost jucată pe scena mare a Teatrului Național din București[14] în 2022 și publicată la Editura Tracus Arte în 2023. Cartea omonimă a fost finalistă la Premiile Uniunii Scriitorilor din București pentru Dramaturgie în 2024.[15] Piesele sale scrise în limba franceză sunt montate în regie proprie sau sub semnătura unor directori de scenă ca  Frédéric Fishbach, Jonathan Mitchel, Anne Theorn ș.a., în importante teatre din Franța, dar sunt traduse în mai multe limbi și jucate în toată Europa, precum și în Brazilia, Argentina, Canada, SUA, Taiwan.

- Ana Maria Bamberger (n. 1966) actualmente, trăiește la Paris și Hamburg și își desfășoară activitatea în limbile franceză, engleză, germană și română. A scris piese ca „Într-o zi de vară”,  „Un bărbat și mai multe femei," „Belvedere”, „Paradoxul Dorințelor”, „O noapte întreagă”, „Să vorbesc cu tine”, „Pește cu Mazăre”, „Three  O'Clock”, „Portretul Doamnei T” și „Pietroiul”. Piesele au fost jucate în teatre și la festivaluri din întreaga lume, precum și la televiziune și radio, și au fost publicate sub formă de carte[16].Ana-Maria Bamberger este director artistic al Magus Theatre Productions, companie internațională de producție de teatru.

- Lia Bugnar (n. 1969) este cunoscută pentru piese precum „Oase pentru Otto”, „Fata din curcubeu” și „Două liniștite voci tinere”, caracterizată prin umor și profunzime emoțională.

## C
- Oana Maria Cajal[17][18] este cunoscută pentru piesele sale care explorează teme sociale și politice, precum „Revoluționarul fără mustață” și „Umbra blocului”. Scrie în română și engleză.

- Gianina Cărbunariu (n. 1977) este regizoare și dramaturgă cunoscută pentru piesele sale de teatru documentar, cum ar fi „Stop the Tempo”, „Kebab” și „Două ore cu pauză”,  care abordează teme sociale și politice relevante. Scrie în română și engleză.

## D
- Carmen Dominte este o dramaturgă cunoscută pentru lucrările sale în teatru, cum ar fi „Efectul Genovese” și „Mesaj către planetă”. Este membră a Comitetului de conducere al secției de Dramaturgie a Uniunii Scriitorilor din București.

- Catinca Drăgănescu a scris și regizat piese ca „Habemus bebe” și „10”, explorând teme sociale contemporane.[19]

- Marilena Dumitrescu[20] este o autoare, printre altele, a comediilor  „Libertate în pustiul roșu”și „Ceva cu tăiței,” abordând teme sociale și personale. Piesele sale sunt caracterizate de dialoguri spumoase și situații comice. A avut 3 piese nominalizate la Concursul Piesa Anului organizat de UNITER.[21] Este membră în Comitetul de conducere al secției de Dramaturgie a Uniunii Scriitorilor din București.

## F
- Alexandra Felseghi este o dramaturgă din Cluj, de asemenea regizoare și profesor de scriere dramatică. Este cunoscută, în principal, pentru piesele Zeițe de „Categoria B,” "Nu mai ține linia ocupată," inspirată din cazul tragic al Alexandrei Măceașanu[22] și „La Academie", despre viața unui sat moldovenesc contemporan.

## G
- Stela Giurgeanu[23] este dramaturgă și jurnalistă la Dilema Veche, cunoscută pentru piesa „Matilda și Groparii"  câștigătoare a premiului UNITER pentru cea mai bună piesă a anului în 2018 și jucată la TNB, Sala Atelier.

## M
- Maria Manolescu este autoarea pieselor „With a Little Help from My Friends” și „Sado-Maso Blues Bar”, explorând teme sociale și personale.

- Olga Delia Mateescu (n. 1949) este o actriță și dramaturgă cunoscută pentru piesele sale profunde și introspective, precum „Rânduială în familia Manolache” și „De dragul copiilor”. Este singura dramaturgă română care a câștigat Permiul Uniunii Scriitorilor pentru Dramaturgie, pentru cartea „Ferma de struți” publicată la Cartea Românească în 2002.

- Mihaela Michailov[24] este cunoscută pentru piesele „Complexul România” și „Capete înfierbântate”, care abordează teme sociale și istorice. Scrie și piese pentru copii (eg. „Povești invizibile”, spectacol care a câștigat Premiul UNITER pentru această categorie) și dramatizări (eg „Cine la ucis pe tata?” după romanul lui Édouard Louis, spectacol distins cu premiul UNITER pentru regie, tot în 2024)[25]

- Cristina Modreanu (n. 1974) este critic de teatru, activist cultural și dramaturg, autoare a pieselor „After.Talks” și „H(IT)Stories”.

## N
- Edith Negulici (n. 1980) este teatrolog, secretar literar la Teatrul Evreiesc de Stat din București (TES), traducător și autoare, în principal, a piesei performance „Marina și Ulay”[26] montată în premieră la TES.
- Alina Nelega (n. 1960) este autoare a numeroase piese de teatru, printre care „Amalia respiră adânc” și „Nostalgia 53”, abordând teme sociale și istorice. Piesele ei sunt traduse în mai multe limbi, inclusiv în engleză, germană, franceză, maghiară, poloneză, bulgară, italiană, albaneză, catalană; publicate în antologii, reviste sau volum acestea sunt reprezentate în țară și internațional.

- Mara Nicolescu (n. 1973) este autoarea piesei „Tot ce-i minunat în lume”, cunoscută pentru explorarea unor teme de identitate și relații interumane.

## P
- Ioana Păun este dramaturgă și regizoare, cunoscută pentru proiecte experimentale și multimedia, cum ar fi „Amintiri din epoca de șoc”.

- Alexandra Pâzgu a scris piese ca „Weltanschauung” și „De ce să fii fericit în loc să fii normal?”, fiind cunoscută pentru explorarea unor teme complexe de identitate și existențialism. Scrie în  română, germană, engleză și franceză. În 2011a  câștigat concursul „Piesa anului“ organizat de Teatrul Național din Timișoara și a devinit membră în „European Theatre Convention“.

- Simona Popescu (n. 1965) este poetă și dramaturg, cunoscută pentru lucrările sale inovative, cum ar fi „Exuvii” și „Lucrări în verde. Pledoaria mea pentru poezie”.

## R
- Pușa Roth (n. 1952) este dramaturgă și regizoare, cunoscută pentru lucrările sale de teatru și literatură, cum ar fi „Mara și Barabula” și „Legenda transilvană”.

## S
- Saviana Stănescu (n. 1952) este  o dramaturgă română stabilită la New York, autoare a pieselor „Google Me!” și „Aliens With Extraordinary Skills”, activând atât în România, cât și în SUA, aducând o perspectivă internațională în creațiile sale. Cartea ei „Pentru o femeie barbară"  fost finalistă la Premiul Uniunii Scriitorilor pentruTeatru în 2024.[27]

- Ema Stere[28] este dramaturgă și scriitoare, cunoscută pentru piesele „Totul e bine când se termină” și „Liniște, vă rog!”. „Jos comunismul! (spectacol radiofonic cu Vlad Ivanov, 2020) a fost nominalizat la Premiile UNITER. Este specializată în teatrul radiofonic.

- Simona Șomăcescu (n. 1969) a scris piese ca „Exodul” și „București. Instalație umană”, abordând teme sociale și de migrație.

## T
- Gabriela Tănase a scris piese precum „Fetița soldat”, abordând teme sociale și de identitate.

## V
- Andreea Vălean este o regizoare de teatru și autoare dramatică interesată de subiecte sociale.[29] Sunt regizor de teatru și scriu piese pe care vreau să le regizez eu pentru actorii cu care îmi place să lucrez. Mă interesează să scriu despre și împreună cu oameni a căror poveste nu a mai fost pe scenă: delincvenți minori din penitenciare, copii romi din sate fără electricitate care nici măcar nu știu să scrie, evrei vânduți sau nu de către Ceaușescu statului Israel în anii `70, prostituate de la centura Bucureștiului, preoți dați afară din Biserica Ortodoxă Română. ({{{2}}}) A absolvit Universitatea de Artă Teatrală și Cinematografică (UNATC) din București și este unul dintre membrii fondatori ai dramAcum[30], un proiect de promovare a tinerilor regizori și dramaturgi. Este de asemenea scenaristă și producătoare de film. Ca dramaturg, a scris piesele „Ultimul joc de Tarot", nominalizată la Premiul UNITER pentru cea mai bună piesă a anului, (2000). În 2001 a beneficiat de o rezidență la Royal Court din Londra și a fost câștigătoare a Eureka’s Trans-Europe Script, Istanbul. A mai scris „Kiki și Bozo” (2002) și „Don't cry we all meet on the other side" (2010).

- Lucia Verona (n. 1949) este autoarea de piese de teatru, romane și articole de critică literară, cunoscută pentru piesele „Cum se face”, „Bărbații sunt de pe Marte, femeile sunt de pe Venus”, „Călătoarea și Shakespeare.” Este fondatoarea și prima directoare a Teatrului Dramaturgilor Români din București, Președinta secției de Dramaturgie a Uniunii Scriitorilor din 2023.

- Anca Vieru este autoare de texte dramatice și proză scurtă, cunoscută pentru „Teorema lui Altfel”, care explorează teme filosofice și existențiale.

- Elena Vlădăreanu (n. 1981) a scris texte pentru teatru și performance-uri, cum ar fi „The Best Child in the World”, abordând teme contemporane și personale.

## W
- Elise Wilk[31] este autoarea multor piese jucate în România și Germania, printre care  „Pisica verde” și „Avioane de hârtie”, explorând teme de identitate și relații interumane. Scrie în română și germană.  Este apreciată pentru controlul asupra creării de personaje și situații dramatice complexe.

Alte dramaturge emergente
- Sorina Corneanu, Petronela Grigorescu, Erica Moldovan, Alexandra Marian Bandac, Elena Stan, Cătălina Elena Florescu.[32]